# John de la Pole, II duca di Suffolk
John de la Pole (27 settembre 1442 – tra il 1491 e il 1492) fu il secondo duca di Suffolk, secondo Marchese di Suffolk, quinto Conte di Suffolk.

## Biografia
Era il figlio di William de la Pole, I duca di Suffolk e Alice Chaucer, figlia di Thomas Chaucer.
Sposò il 7 febbraio 1450 Lady Margaret Beaufort, anche se la dispensa papale per celebrare le nozze non venne firmata che il 18 agosto 1450. Questo matrimonio venne quindi annullato da Enrico VI d'Inghilterra nel febbraio 1453.
Riccardo Plantageneto, III duca di York era stato un acerrimo nemico di William, padre di John, che il re fece condannare a morte nel 1450, tuttavia John sostenne il  Casato di York nella Guerra delle due rose.
Qualche tempo prima del febbraio 1458, John sposò Elisabetta di York (1444-1503), la seconda figlia di Riccardo di York e Cecily Neville.
Il ducato di Suffolk venne confiscato quando il padre di John fu giustiziato. Il titolo venne restaurato da Edoardo IV e John fu creato duca di Suffolk il 23 marzo 1463.
Ricevette inoltre anche altri titoli: conestabile del castello di Wallingford , cavaliere dell'Ordine della Giarrettiera nel 1472, Lord Luogotenente d'Irlanda, maestro dell'Oxford University e ricevette l'Onore di Wallingford.
Servì lealmente anche il re Tudor Enrico VII d'Inghilterra.
Morì tra il 1491 e il 1492 e venne sepolto nella chiesa di St. Andrew a Wingfield, nel Suffolk.

## Discendenza

Stemma di Sir John de la Pole

Dalla moglie Elisabetta ebbe undici figli:
- John de la Pole, I conte di Lincoln (1462-16 giugno 1487).
- Geoffrey de la Pole (1464-?). Morì giovane.
- Edward de La Pole (1466-1485), Arcidiacono di Richmond.
- Elisabeth de la Pole (1468-1489). Sposata con Henry Lovel, VIII Barone di Morley (1466-1489).
- Edmund de la Pole, III duca di Suffolk (1471-30 aprile 1513).
- Dorothy de la Pole (1472-?). Morì giovane.
- Humphrey de la Pole (1474-1513), Monaco.
- Anne de La Pole (1476-1495), Suora.
- Catherine de la Pole (c. 1477-1513). Sposata con William Stourton, V Barone di Stourton.
- Sir William de la Pole, Cavaliere del Castello Wingfield  (1478-1539).
- Richard de la Pole (1480-24 febbraio 1525).